# يوسيني
يوسيني، (بالإنجليزية: Usini)‏، (سردينيا: Ùsini)، هي بلدية في مقاطعة ساساري في سردينيا، إيطاليا. اعتبارًا من عام 2016، كان هناك 4,365 شخصًا يعيشون هناك. مساحتها 30.74 كيلومتر مربع. 200 متر فوق مستوى سطح البحر. 

## السكان
في سنة 1861 بلغ عدد السكان 1٬745 نسمة، وتطور العدد ليصل في سنة 2011 لـ 4٬321 نسمة.
يظهر هذا المخطط البياني تطور النمو السكاني لـ يوسيني